# Dirty Faces Records
Dirty Faces Records ist ein deutsches Punkrock-Label mit Sitz in Bochum. Das Unternehmen arbeitet eigenständig und wird von Volker Jaedicke betrieben.

## Geschichte und Ausrichtung
Das Label und ein dazugehöriger Plattenladen wurde 1996 von Volker Jaedicke gegründet. Im Oktober 2007 wurde der Plattenladen geschlossen und seitdem läuft der Vertrieb als Versandhandel und als MP3-Shop. Der Schwerpunkt liegt auf Veröffentlichungen von Punkrock-Bands.

## Bands (Auswahl)
Dirty Faces Records hat oder hatte unter anderem folgende Bands unter Vertrag:
- Marionetz
- Public Toys
- Daily Terror
- Die Kassierer
- The Shocks
- Alpha Boy School
- Charge 69
- T. V. Smith
- The Briefs
- MDC
- SS-Kaliert
- Agrotóxico